# طواف فلاندرز 1970
طواف فلاندرز 1970 هو سباق دراجات هوائية أقيم بتاريخ 5 أبريل 1970، تكون السباق من 1 مراحل وامتدّ لمسافة 265 كم بسرعة 41.406 كم/س، استغرق السباق 6 ساعة 24 دقيقة.